# Emil Johansson (calciatore)
Emil Johansson (Karlskoga, 11 agosto 1986) è un ex calciatore svedese, di ruolo difensore.

## Nazionale
Ha partecipato al Campionato europeo Under-21 2009 e ha esordito nella nazionale maggiore nel 2010.